# Sonja Optendrenk
Sonja Optendrenk (* 10. April 1972) ist eine deutsche politische Beamtin (CDU). Seit Januar 2024 ist sie Staatssekretärin im Hessischen Ministerium für Familie, Senioren, Sport, Gesundheit und Pflege.

## Leben
Optendrenk studierte von 1991 bis 1996 Volkswirtschaftslehre an der Universität Trier. Sie schloss das Studium als Diplom-Volkswirtin ab. Daraufhin wurde sie wissenschaftliche Mitarbeiterin am Lehrstuhl von Eckhard Knappe an der Universität Trier. Anschließend war sie als Referentin für Gesundheitssystementwicklung beim Verband Forschender Arzneimittelhersteller tätig. Anfang der 2000er-Jahre kam sie als Gesundheitsökonomin ins Bundesministerium für Gesundheit. 2005 wechselte sie als Referentin für Gesundheitspolitik ins Bundeskanzleramt. Direkt nach ihrer Promotion übernahm sie 2010 die Leitung des Referats „Gesundheitspolitik“, die sie bis 2015 innehatte. Von 2015 bis 2018 war sie Leiterin der Gruppe „Infrastrukturpolitik und Nachhaltigkeit“ im Bundeskanzleramt. Von 2018 bis 2020 war sie Leiterin der vom Minister Jens Spahn (CDU) neu gegründeten Leitungsabteilung im Bundesministerium für Gesundheit. Von 2020 bis 2022 war sie Leiterin der Abteilung „Gesundheitsversorgung und Krankenversicherung“ im Bundesgesundheitsministerium. Von 2022 bis 2024 war sie Leiterin der Unterabteilung „Zielgruppenspezifische Prävention, nicht übertragbare Erkrankungen“ im Bundesministerium für Gesundheit.
Seit dem 18. Januar 2024 ist Optendrenk Staatssekretärin im Hessischen Ministerium für Familie, Senioren, Sport, Gesundheit und Pflege.
Optendrenk ist verheiratet. Der CDU-Politiker Marcus Optendrenk ist ihr Bruder.